# Note-book-Me.-
note-book-Me.- è il secondo EP della cantante giapponese Chanmina, pubblicato nel 2020 in simultanea a note-book-u.-, nati insieme come progetti gemelli che mostrano due volti differenti della cantante.

## Promozioni
Questo album fu anticipato dall'unico singolo Voice Memo No.5, rilasciato un mese prima. Gli altri tre brani del disco furono eseguiti in una versione acustica in studio, filmati e rilasciati su youtube qualche giorno dopo l'uscita dell'EP.
Il singolo Voice memo no.5 è stato poi incluso nel terzo album Harenchi.

## Tracce
1. Voice Memo No.5 (ボイスメモ No. 5)
2. Lucy (ルーシー)
3. I Cannot Go Back to You
4. note-book

## Classifiche
| Classifica (2020) | Posizione massima |
| ----------------- | ----------------- |
| Giappone          | 38                |